# Catherine Kellner
Catherine Kellner (ur. 2 października 1970 w Nowym Jorku) – amerykańska aktorka.

## Filmografia
- 1995: Da Funk jako Beatrice
- 1995: Tupiąc i wrzeszcząc (Kicking and Screaming) jako Gail
- 1999: 200 papierosów jako Hillary
- 2000: Shaft jako Ivy
- 2000: Sleepwalk jako Nina
- 2000: Tully jako April Reece
- 2000: Przekleństwo wyspy jako studentka college’u
- 2001: Pearl Harbor jako pielęgniarka Barbara
- 2001: D.C. Smalls jako Diane
- 2002: Self Storage jako Sarah
- 2002: Outpatient jako dr Patricia Farrow
- 2003: Reżyser teledysków – Spike Jonze jako Beatrice
- 2003: Carnival Sun jako Lisa
- 2003: Justice jako Mara Seaver
- 2004: The Grey jako Lily Cantrell
- 2005: Angel jako Heather
- 2005: Alchemy jako panna młoda
- 2007: Turn the River jako Ellen